# Revuonos ištakos
Revuonos ištakos este o arie protejată (sit de importanță comunitară — SCI) din Lituania întinsă pe o suprafață de 23 ha, integral pe uscat.

## Localizare
Centrul sitului Revuonos ištakos este situat la coordonatele 54°36′58″N 23°54′42″E / 54.6161°N 23.9117°E.

## Înființare
Situl Revuonos ištakos a fost declarat sit de importanță comunitară în martie 2004 pentru a proteja 1 specie de plante.

## Biodiversitate
Situată în ecoregiunea boreală, aria protejată conține 4 habitate naturale: Lacuri eutrofice naturale cu vegetație de tip Magnopotamion sau Hydrocharition, Mlaștini turboase de tranziție și turbării mișcătoare, Mlaștini calcaroase cu Cladium mariscus și specii de Caricion davallianae, Mlaștini împădurite.
La baza desemnării sitului se află o specie protejată de  plante: o specie rară de mușchi (Drepanocladus vernicosus).